# Supergruppo del granato
Il supergruppo del granato è un supergruppo di minerali. È stato definito nel 2013 da un apposito sottocomitato della Commission on New Minerals, Nomenclature and Classification (CNMNC) dell'IMA. Comprende una serie di minerali isostrutturali con il granato. La formula chimica generale dei minerali appartenenti a questo supergruppo è: {X3}[Y2](Z3)φ12 dove X, Y e Z sono rispettivamente i siti dodecaedrico, ottaedrico e tetraedrico e φ può essere O, OH o F. Questo supergruppo comprende per lo più minerali della classe dei silicati ma anche alcune delle classi degli arsenati e vanadati (classe 8), ossidi (classe 4) oltre che alcuni fluoruri (classe 3). La maggior parte dei minerali di questo supergruppo cristallizza secondo il sistema cubico (gruppo spaziale Ia3d) ma le specie del gruppo dell'henritermierite cristallizzano secondo il sistema tetragonale (gruppo spaziale I41/acd).

## Suddivisione in gruppi
Il supergruppo del granato è stato suddiviso in gruppi in base alla carica totale del sito Z ed alla classe di simmetria in cui cristallizza la specie. Il gruppo dell'henritermierite comprende le specie che cristallizzano secondo il sistema tetragonale, hanno una carica totale del sito Z di 8 ed appartengono alla classe dei silicati, i minerali appartenenti agli altri gruppi cristallizzano secondo il sistema cubico. Il gruppo della bitikleite comprende le specie con una carica totale nel sito Z di 9 ed appartengono alla classe degli ossidi, quelle del gruppo della schorlomite hanno una carica di 10 ed appartengono alla classe dei silicati, quelle del gruppo del granato hanno una carica di 12 ed appartengono anch'esse alla classe dei silicati mentre quelle del gruppo della berzeliite hanno una carica di 15 ed appartengono alla classe dei vanadati ed arsenati).
La lista dei gruppi è la seguente:
| Gruppo                      | Minerali |
| --------------------------- | --- |
| Gruppo della berzeliite     | berzeliite · manganberzeliite · palenzonaite · schäferite |
| Gruppo della bitikleite     | bitikleite · dzhuluite · elbrusite · usturite |
| Gruppo del granato          | almandino · andradite · calderite · eringaite · goldmanite · grossularia · knorringite · majorite · menzerite-(Y) · momoiite · morimotoite · piropo · rubinite · spessartina · uvarovite |
| Gruppo dell'henritermierite | holtstamite · henritermierite |
| Gruppo della schorlomite    | hutcheonite · kimzeyite · irinarassite · schorlomite · kerimasite · toturite |

Il supergruppo comprende anche tre specie di minerali che non sono inquadrate in gruppi perché, in base alla definizione data dall'IMA, per definire un gruppo occorrono almeno due specie per cui rappresentano tre gruppi potenziali nel caso in cui venissero scoperte delle nuove specie. Per queste specie, il sito Z è vacante, monovalente (alogeni ed idrossidi) o bivalente (ossidi).
Le specie non inquadrate in gruppi sono le seguenti:
- katoite
- criolitionite
- midbarite
- monteneveite
- nikmelnikovite
- priscillagrewite-(Y)
- xuite
- yafsoanite